# Peter Machajdik
Peter Machajdik (Bratislava, 1 de junho de 1961) é um compositor eslovaco. Ele é vegetariano.
Peter Machajdík é um compositor de música de câmara, orquestral e eletroacústica. Ele geralmente usa materiais muito simples e um modo simples de expressão, e cria uma paleta sônica vibrante e desafiadora. Sua música, comumente caracterizada como emotiva, imaginária e hipnótica, tem sido apresentada ao público internacional em cinco continentes há mais de vinte e cinco anos e foi apresentada em festivais como Inventionen em Berlim, New Work em Calgary, Early Music Festival em Boston, LakeComo Festival, Ostrava Days, Nuovi Spazi Musicali em Roma, Young Euro Classic em Berlim, Hörgänge no Konzerthaus em Viena, Bolzano Festival, Sagra Musicale Malatestiana em Rimini, Audio Art Festival em Cracóvia, Contrastes em Lviv, Melos-Ethos Festival e Festival de Música de Bratislava.
- Em 1992, ele se mudou para Berlim há vários anos, graças a um convite do DAAD (Deutscher Akademischer Austauschdienst)
- Em 1999, ele era compositor em residência no Schloss Wiepersdorf a convite do Kulturfonds Berlin Fundação Stiftung
- Em 2003, reside, como compositor em residência na Worpswede, a convite da Baixa Saxônia Ministério da Ciência e Cultura
- Em 2004, ele foi compositor em residência no Kunsthaus Lukas Ahrenshoop, a convite do Kulturfonds Berlin Fundação Stiftung
- Em 2011, reside, como compositor residente em Praga a convite do Fundo Internacional Visegrad
- Em 2013, ele foi compositor residente em Judenburg, a convite do município de Judenburg, Styria, na Áustria

Seus trabalhos foram realizados por, entre outros pianistas Daniel Garel, Mayuko Kida, Daniel Garel e Fero Király, harpistas Floraleda Sacchi, Klara Babel, Kristan Toczko e Megan Morris, a Orquestra de Câmara da Eslováquia, Janacek Orquestra Filarmônica Ostrava, Paderewski Orquestra Filarmônica de Bydgoszcz, a Ícaro Quartet, Neo Quartet, Cluster Ensemble, Ensemble Metamorphosis, Virtuosi Lviv Chamber Orchestra, Prague Modern, Quarteto Arte, cravistas Elina Mustonen, Sonia Lee e Asako Hirabayashi, Camerata Europea. organistas Carson Cooman, David di Fiore e Per Ahlman, clarinetistas Martin Adámek e Guido Arbonelli, violistas Sasha Mirković, Ivan Palovič e Martin Ruman, flautistas Rebecca Jeffreys e Alex Griffiths, e Jon Anderson, vocalista da banda Yes. Ele tem colaborado com muitos maestros de renome Anu Tali, Benjamin Bayl, Miran Vaupotić, Paweł Przytocki, Florian Ludwig, Peter Breiner, Ewald Danel, Maria Makraki, Karol Kevický, Marian Lejava.

## Discografia
- Namah,[1] (Musica Slovaca SF 00542131, 2008) com Jon Anderson, Floraleda Sacchi, David Moss e outros músicos
- The Immanent Velvet[1] (Azyl Records, 2012)
- A Marvelous Love: New Music for Organ[2] (Albany Records, 2012)
- Czechoslovak Chamber Duo (Rádio Checa, 2012)
- Birds[3] (Peter Machajdík, François Couperin, Jean-Philippe Rameau, William Byrd, Olli Mustonen) Catalogue No. Fuga 9447, EAN: 6419369094478
- Typornamento (Guerilla Records, 2012)
- Violin solo IV. (Pavlík Records, 2012)
- Inside The Tree[4] (Amadeus Art, 2011)
- Violin solo III. (Pavlík Records, 2011)
- Minimal Harp (Universal/Decca, 2009)
- R(a)dio(Custica) Selected 2008 (Rádio Checa, 2008)
- Namaste Suite (Mnemes HCD 102, 2003)
- Požoň Sentimentál (Musica Slovaca, 2000)
- RēR Quarterly Vol.4 No.1 (RēR Records, 1994)
- 2019: BOWEN-REGER-MACHAJDÍK-BRAHMS[5] (Ivan Palovič - viola & Jordana Palovičová - piano). Peter Machajdík, Johannes Brahms, Max Reger, York Bowen) 2019 © Pavlík Records